# Projekt Rastko
Das Projekt Rastko – Elektronische Bibliothek serbischer Kultur ist ein 1997 gegründetes gemeinnütziges Projekt für die elektronische Publikation serbischer Kulturgüter.
Zu seinen Tätigkeiten gehörten:
- Elektronische Publikation geisteswissenschaftlicher Arbeiten über Serbien
- Veröffentlichung von Ergebnissen wissenschaftlicher Konferenzen und Studien über die Kultur auf der Balkanhalbinsel
- Multilaterale Zusammenarbeit mit den Staaten auf der Balkanhalbinsel
- Aufbau regionaler Zentren
- Technische Ausbildung

Die virtuelle Bibliothek des Projektes umfasste mehr als ein halbes Gigabyte Material wie E-Books, Fotografien und Comics. Die meisten Inhalte waren auf Serbisch, Englisch und Russisch, ein kleinerer Teil auf Französisch, Deutsch, Spanisch und anderen Sprachen erhältlich. Das Sortiment reichte von mittelalterlichen Handschriften bis Science-Fiction-Literatur. Angeboten wurden sowohl gemeinfreie als auch urheberrechtlich belastete Werke.
Das Projekt Rastko hatte folgende Regionalzentren:
1. Serbien (Zentrum)
2. Rumänien (Rastko – Timişoara)
3. Montenegro (Rastko – Cetinje)
4. Kosovo (Rastko – Gračanica-Peć)
5. Boka Kotorska (Rastko – Boka)
6. Ungarn (Rastko – Budapest-Szent-Andrea)
7. Ukraine (Rastko – Kiev-L'vov)
8. Bulgarien (Rastko – Bulgaria)
9. Bosnische Krajina (Rastko – Banja Luka)
10. Drina (Rastko – Drina)
11. Slowenien (Rastko – Slovenia)
12. Goranien (Rastko – Gora, über die Kultur von Goranen und die von ihnen besiedelten Gebiete im Kosovo)
13. Albanien (Rastko – Shkoder)

Die Regionalzentren waren unabhängig und gestalteten ihre Tätigkeiten in Zusammenarbeit mit lokalen Personen des akademischen, kulturellen und öffentlichen Lebens. Unter dem Aspekt des Minderheitenschutzes geplant waren Regionalzentren für Juden, Roma, Zigeuner und 29 andere ethnokulturelle Minderheiten auf der Balkanhalbinsel.